# 金宝民
金 寶民（キム・ボミン、ハングル表記：김보민、1978年 - ）は、大韓民国の韓国放送公社 (KBS) 所属のアナウンサー。慶尚北道浦項市出身。
サッカー選手金南一の妻。

## 学歴
- 1994年 - 1997年、浦項製鉄高等学校（朝鮮語版） 卒業
- 1997年 - 2001年、弘益大学校 世宗キャンパス 経済学科 学士
- 中央大学校新聞放送大学院[4]

## 経歴
- 2003年 29期 KBS 公開採用のアナウンサー[3]

## 担当番組
- 挑戦! ゴールデンベル (ko:도전! 골든벨)（2004年5月9日 〜 2007年5月20日、KBS 1TV）